# Aceraius chinensis
Aceraius chinensis es una especie de coleóptero de la familia Passalidae.

## Distribución geográfica
Habita en China.